# Alben W. Barkley
Alben Barkley William (24 tháng 11 năm 1877 - ngày 30 tháng 4 năm 1956) là một luật sư và chính trị gia quê ở Kentucky đã phục vụ trong cả hai viện của Quốc hội và là Phó Tổng thống thứ 35 của Hoa Kỳ từ năm 1949 đến năm 1953. Năm 1905, ông được bổ nhiệm làm thẩm phán quận McCrackeny, Kentucky. Ông đã được bổ nhiệm làm thẩm phán quận trong năm 1909 và đại biểu Hạ viện Hoa Kỳ đại diện đơn vị bầu cử số một của Kentucky vào năm 1912. Là một dân biểu Hạ viện, ông là một người đảng Dân chủ tự do, ủng hộ chương trình nghị sự đối nội Tự do mới và chính sách đối ngoại của Tổng thống Woodrow Wilson.
Ông là người ủng hộ chính sách cấm bia rượu lên án chính hệ thống cá cược máy, Barkley thua sát nút trong cuộc bầu cử Hạ viện năm 1923 trước thống đốc thuộc Dân chủ J. Campbell Cantrill. Trong cuộc bầu cử Thượng viện năm 1926, ông đã giành chiến thắng ứng viên đảng Cộng hòa Thượng nghị sĩ Richard P. Ernst. Tại Thượng viện, ông ủng hộ chính sách kinh tế mới nhằm giải quyết cuộc Đại khủng hoảng và được bầu làm lãnh đạo đảng mình trong Thượng viện thay Joseph T. Robinson khi sau khi ông này qua đời năm 1937.
Trong cuộc tái cử năm 1938, đối thủ của ông A. B. Chandler "Hạnh phúc" cáo buộc ông sử dụng lao động của Chương trình quản lý việc công để vận động cho ông; Barkley tuyên bố Chandler sử dụng công chức theo cùng một cách đó. Không ứng cử viên bị buộc tội với bất kỳ hành vi sai trái, nhưng vào năm 1939, Quốc hội đã thông qua Đạo luật Hatch, quy định công chức Liên bang vận động cho các ứng cử viên chính trị là bất hợp pháp.
Khi chiến tranh thế giới II khiến Tổng thống Franklin D. Roosevelt tập trung cho công tác đối ngoại, Barkley đã đạt được ảnh hưởng trên chương trình nghị sự trong nước của chính quyền. Ông từ chức lãnh đạo đảng mình trong Thượng viện sau khi Roosevelt bỏ qua lời khuyên của ông và phủ quyết luật Doanh thu năm 1943 (phủ quyết này đã bị bác bỏ). Các phiên họp kín của đảng Dân chủ ủng hộ và nhất trí bầu lại Barkley vào vị trí lãnh đạo đa số.
Barkley đã có một mối quan hệ làm việc tốt hơn với Harry S. Truman, người nhậm chức tổng thống sau khi cái chết của Roosevelt vào năm 1945. Với tiếng tăm của Truman suy yếu khi vào Hội nghị Quốc gia năm 1948 Dân chủ, Barkley đã đưa ra một bài phát biểu khích lệ các đại biểu. Truman chọn ông làm bạn đồng hành cho cuộc bầu cử sắp diễn ra, giành chiến thắng sát sao. Barkley mất một vai trò tích cực trong chính quyền Truman, làm phát ngôn viên chính của nó, đặc biệt là sau khi chiến tranh Triều Tiên đòi phần lớn sự chú ý của Truman.
Khi Truman tuyên bố rằng ông sẽ không tìm cách tái tranh cử vào năm 1952, Barkley đã bắt đầu tổ chức một chiến dịch tranh cử, nhưng các nhà lãnh đạo lao động từ chối ủng hộ ứng cử của ông vì tuổi tác của ông, và ông rút lui khỏi cuộc đua. Ông nghỉ hưu nhưng đã quay trở đời sống chính trị, đánh bại đương nhiệm của đảng Cộng hòa Thượng nghị sĩ John Sherman Cooper vào năm 1954. Barkley đã chết vì một cơn đau tim trong khi đang phát biểu tại Washington and Lee Mock Convention vào ngày 30 tháng 4 năm 1956.